# Bélaváry Dávid
szikavai Bélaváry Dávid (1580 körül – 17. század közepe) birtokos nemes, udvarbíró, a kassai kamara prefektusa, igazgatója és főtanácsosa.

## Életpályája

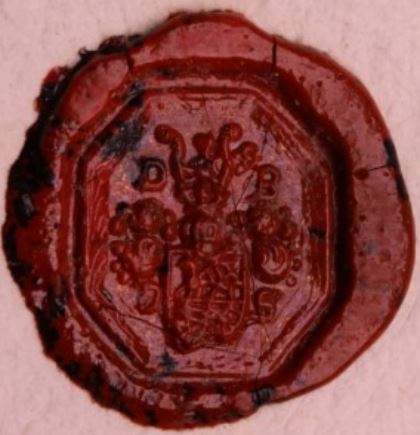
Bélaváry Dávid pecsétje

Bélaváry Dávid 1600-tól az esztergomi érsekség körmöcbányai házának udvarbírája, ugyanakkor mint szentkereszti udvarbíró (1603), zniói udvarbíró (1610), illetve érsekújvári udvarbíró is feljegyzéseket kapunk róla. 1618 és 1620 között az esztergomi érsekség területeinek prefektusaként említik. 1619-ben Bethlen Gábor táborában bukkant fel, amikor a fejedelem megszállta Felső-Magyarországot. A fejedelem közeli tanácsadójaként, mint befolyásos tanácsos,  1621-ben Reiner Menyhért kassai főbíró utódaként átvette a Kassai Kamara irányítását. Ezt a tisztséget 1629-ig töltötte be, pontosabban a fejedelem haláláig. A kamarai prefektusi (elnök) tisztség mellett a Tiszán inneni és túli fejedelmi jószágok prefektusa címmel is rendelkezett (camerae supremus praefectus, consiliarius necnon omnium arcium cis et ultra Tibiscanorum supremus praefectus).
Felesége: tótdiósi Dióssy Anna. Gyermekei: Bélaváry Miklós (1611–1670), Bélaváry György (fl. 1657–1662) között a győri várban gyalogvajda, a magyar sereg bírája, a győri káptalan jegyzője. 